# Joseph Škoda
Joseph Škoda (ur. 10 grudnia 1805 w Pilźnie, zm. 13 czerwca 1881 w Wiedniu) – czeski lekarz.

## Życiorys
Od 1825 studiował medycynę na Uniwersytecie Wiedeńskim, studia ukończył w 1831 roku. Škoda opracował metody badania fizykalnego: opukiwania i osłuchiwania. W 1846 został profesorem patologii na Uniwersytecie Wiedeńskim.
Razem z Karlem von Rokitanskym i Ferdinandem von Hebrą zaliczany jest do tzw. nowej (młodszej) szkoły wiedeńskiej (Jüngere/Zweite Wiener Medizinische Schule).
Joseph Škoda był stryjem przemysłowca Emila Škody.

## Prace
- Ueber Pericarditis in pathologisch-anatomischer und diagnostischer Hinsicht. (mit Jakob Kolletschka). Medicinische Jahrbücher des kaiserlich-königlichen österreichischen Staates, 1834.
- Ueber die Perkussion. Medicinische Jahrbücher des kaiserlich-königlichen österreichischen Staates, Wien, 1836, 20: 453-473. (Neue Serie, Band 9).
- Über den Herzstoss und die durch die Herzbewegungen verursachten Töne und über die Anwendung der Perkussion bei Untersuchung der Organe des Unterleibes. Medicinische Jahrbücher des kaiserlich-königlichen österreichischen Staates, Wien, 1837, 22: 227-266. (Neue Serie, Bände 13 und 14).
- Anwendung der Perkussion bei Untersuchung der Organe des Unterleibes. (mit A. Dobler). Medicinische Jahrbücher des kaiserlich-königlichen österreichischen Staates, Wien, 1838, 24: 5-46.
- Untersuchungsmethode zur Bestimmung des Zustandes des Herzens. Medicinische Jahrbücher des kaiserlich-königlichen österreichischen Staates, 1839, 27: 528-559.
- Über Abdominaltyphus und dessen Behandlung mit Alumen crudum. Medicinische Jahrbücher des kaiserlich-königlichen österreichischen Staates, volume 15, 1838.
- Untersuchungsmethode zur Bestimmung des Zustandes des Herzens. Medicinische Jahrbücher des kaiserlich-königlichen österreichischen Staates, volume 18, 1939.
- Ueber Pericarditis in pathologischer und diagnostischer Beziehung. (mit Jakob Kolletschka). Medicinische Jahrbücher des kaiserlich-königlichen österreichischen Staates, 1839, 28: 55-74, 227-272, 397-433.
- Über Piorrys Semiotik und Diagnostik. Medicinische Jahrbücher des kaiserlich-königlichen österreichischen Staates, Band 18, 1839.
- Über die Diagnose der Herzklappenfehler. Medicinische Jahrbücher des kaiserlich-königlichen österreichischen Staates. Neue Serie, Band 21, 1840.
- Abhandlung über Perkussion und Auskultation. Wien, J. G. Ritter von Mösle Witwe & Braunmüller, 1839. 6. Auflage, 1864.
- Ueber die Pleura- und Herzbeutelergüsse. (mit Franz Schuh). Medicinische Jahrbücher des kaiserlich-königlichen österreichischen Staates, 1842.
- Erscheinungen, aus denen sich die Verwachsung des Herzens mit dem Herzbeutel am lebenden Menschen erkennen lässt. Reprint of the Royal Academy of Sciences (mathematics-natural history class) session, November 1851.
- Fälle von Lungenbrand behandelt und geheilt durch einathmen von Terpentinöldampfen. Zeitschrift der Gesellschaft der Aerzte in Wien, 1853, 9: 445-447.
- Ueber die Funktion der Vorkammern des Herzens und über den Einfluss der Kontraktionskraft der Lunge und der Respirationsbewegungen auf die Blutzirkulation. Zeitschrift der Gesellschaft der Aerzte in Wien, 1853, 9: 193-213.